# Тьєррі де Мартель
Тьєррі де Мартель (фр. Thierry de Martel, * 7 березня 1876 у депатаменті Мерт і Мозель — † 14 червня 1940 у Парижі) - відомий хірург, основоположник нейрохірургії у Франції.

## Біографія
За матір'ю є нащадком шляхетного роду Мірабо, а прізвище де Мартель взяв на честь графині фр. de Martel de Janville, яка в своїх книгах викривала життя вищого суспільства та політичної еліти. До речі, мати де Мартеля була досить відомою письменницею, що писал під псевдонімом фр. GYP, що в своїх працях критикувала республіканський уклад тогочасної Франції, демократію та антисемітизм.
Спочатку Тьєрі де Мартель планував стати інженером та навіть навчався фр. L'Ecole Central Політехнічного інституту. Але вже там він виявив інтерес до хірургічних інструментів. Полишивши інститут, перші курси з медицини прослухав у Сальпетрієр під керівництвом Поля Сегонда. Потім проходив практику у паризьких лікарнях. Під час Першої світової війни він був лікарем і за заслуги та хоробрість отримав нагороду фр. Croix de guerre 1914-1918.
У 1920 році, Бабінскі порадив своєму учневі працювати із англійським хірургом Віктором Горслеєм і де Мартель щотижня пертинав Ла-Манш щоб асистувати йому, а потім повертався у Францію, щоб наступного дня працювати із Бабінскі.
Тьєррі де Мартелю належать винаходи хірургічних інструментів, які суттєво вплинули на розвиток нейрохурургії. Якщо тогочасні інструменти практично розколювали череп і пошкоджували мозок, то електротрепан де Мартеля дозволяв швидко та акуратно проникати всередину черепної коробки. Проводив успішні операції по видаленню пухлин мозку, усунення пошкоджень нервових центрів.
Під час Другої світової війни він знову був готовий знову служити своїй країні, але відкрито критикував тих, хто не підготував Францію до війни. Покінчив із собою вколовши собі смертельну дозу стрихніну  коли німці увійшли в Париж.

## Цікаво
Іменем де Мартеля названо бульвар у Парижі.

## Наукові праці
Les blessures du crane et du cerveau: formes cliniques, traitement medico-chirurgical - книга, написана 1918 року, в якій Тьєрі де Мартель підсумував свій досвід у роботі із більше ніж 5 тисячами випадків черепно-мозкової травми.